# Spectacle Lake (Neuseeland)
Der Spectacle Lake ist ein See im Rodney Ward des Auckland Council auf der Nordinsel von Neuseeland.

## Geographie
Der Spectacle Lake befindet sich am nordöstlichen Ende des Rodney Ward und damit rund 2,1 km westlich der Ostküste und dem Jellicoe Channel sowie rund 14,8 km nordöstlich von der Stadt Wellsford entfernt. Der Dünensee, der mit etwas Fantasie von oben aus gesehen wie eine Brille aussieht und deshalb den Namen „Spectacle“ bekam, erstreckt sich seinen Bögen folgend über eine Länge von rund 1,6 km in Nordnordwest-Südsüdost-Richtung und umfasst dabei eine Fläche von rund 43,8 Hektar. Seine maximalen Breite liegt bei 550 m in Südwest-Nordost-Richtung. Der in etwa 7,0 m tiefe See besitzt einen Umfang von rund 4,2 km.
Östlich angrenzend befindet sich in einem Abstand von nur 200 m der rund 10 Hektar großer Sand Quarry Lake und rund 1000 m weiter südöstlich der rund 14,8 Hektar große Tomarata Lake. An dem nördlichen Ende des Spectacle Lake ist in einem Abstand von rund 240 m der Slipper Lake zu finden, der mit seiner Größe von rund 8,1 Hektar aus der Luft wie ein nach Nordosten ausgerichteter Schuh aussieht.
Der Spectacle Lake wird über einen kleinen 1,1 km langen kanalisierten Zulauf vom Tomarata Lake gespeist und übergibt an seinem nördlichen Ende seine Wässer über einen rund 300 m langen Ablauf dem Slipper Lake, der wiederum über einen rund 1,7 km langen Bach in den Jellicoe Channel entwässert.